# Liste der denkmalgeschützten Objekte in Statzendorf
Die Liste der denkmalgeschützten Objekte in Statzendorf enthält die 10 denkmalgeschützten, unbeweglichen Objekte der Gemeinde Statzendorf im niederösterreichischen Bezirk Sankt Pölten-Land.

## Denkmäler
| Foto |                 | Denkmal                                                                                                | Standort                                    | Beschreibung | Metadaten |
| ---- | --------------- | --- | ------------------------------------------- | --- | --- |
| ja   | Datei hochladen | Meierhof der Walpersdorfer Gutsverwaltung HERIS-ID: 61394 Objekt-ID: 73808                             | Meierhofstraße 7 Standort KG: Absdorf       | Der Meierhof der Walpersdorfer Gutsverwaltung ist eine vierflügelige Anlage aus eingeschoßigen Wirtschaftstrakten aus dem 2. Drittel des 19. Jahrhunderts. Der Bau ist teilweise mit Platzgewölben errichtet und hat im Norden eine Portalmauer und im Süden eine Putzfassade mit Rundbogendekor. Ein zweigeschoßiger Wohntrakt mit Satteldach und mit einem mittigen, von Rustika eingefassten Rundbogenportal mit profilierter Gebälkzone und Giebelaufsatz aus dem 17. Jahrhundert ist in den Hof eingestellt. | BDA-Hist.: Q38095801 Status: § 2a Stand der BDA-Liste: 2025-06-30 Name: Meierhof der Walpersdorfer Gutsverwaltung GstNr.: 129                                            |
| ja   | Datei hochladen | Kapelle hl. Helena, ehem. Schlosskapelle HERIS-ID: 61395 Objekt-ID: 73809                              | Meierhofstraße 5 Standort KG: Absdorf       | Die auf die hl. Helena geweihte Kapelle, vor 1500 entstanden, gehörte einst zum Kloster St. Peter in Salzburg. | BDA-Hist.: Q63986376 Status: § 2a Stand der BDA-Liste: 2025-06-30 Name: Kapelle hl. Helena, ehem. Schlosskapelle GstNr.: 20 Kapelle Absdorf                              |
| ja   | Datei hochladen | Bildstock HERIS-ID: 61396 Objekt-ID: 73810                                                             | Absdorf Standort KG: Absdorf                | Nördlich von Absdorf steht ein 2,5 Meter hoher Pfeilerbildstock aus Zogelsdorfer Sandstein. Er wurde 1628 im Stil der Renaissance errichtet und weist barocke Veränderungen aus dem Jahr 1720 auf. Das biedermeierliche Kreuz am oberen Abschluss stammt aus der Zeit um 1820. | BDA-Hist.: Q38095823 Status: § 2a Stand der BDA-Liste: 2025-06-30 Name: Bildstock GstNr.: 117/1 Bildstock, Objekt-ID 73810, Statzendorf                                  |
| ja   | Datei hochladen | Kath. Filialkirche hl. Pankratius und Friedhof mit Wehrmauer HERIS-ID: 50096 Objekt-ID: 54711          | Kirchengasse 1 Standort KG: Kuffern         | Hl. Pankratius, 1260–1642 eigene Pfarre, danach Filiale der Pfarre Getzersdorf, ab 1784 bei Statzendorf | BDA-Hist.: Q63986374 Status: § 2a Stand der BDA-Liste: 2025-06-30 Name: Kath. Filialkirche hl. Pankratius und Friedhof mit Wehrmauer GstNr.: .40                         |
| ja   | Datei hochladen | Kapelle Zur schmerzhaften Muttergottes, Maria Elend HERIS-ID: 59547 Objekt-ID: 70940 marterl.at: 14725 | Standort KG: Kuffern                        | Schmerzhafte Mutter Maria, 1812 errichtet, der aktuelle Bau entstand 1895: es handelt sich dabei um einen kleinen Oktogonalbau. Am Altar befindet sich eine Kopie des Gnadenbildes der Pfarr- und Wallfahrtskirche Maria Ellend bei Petronell. | BDA-Hist.: Q63986375 Status: § 2a Stand der BDA-Liste: 2025-06-30 Name: Kapelle Zur schmerzhaften Muttergottes, Maria Elend GstNr.: 1464 Kapelle Maria Elend bei Kuffern |
| ja   | Datei hochladen | Kath. Filialkirche hl. Matthäus und Friedhof HERIS-ID: 61398 Objekt-ID: 73812                          | Kirchenweg 5 Standort KG: Rottersdorf       | Erste Erwähnung in der Lebensbeschreibung des hl. Altmann († 1091). Von 1112 bis 1121 eigene Pfarre (Patron hl. Silvester) | BDA-Hist.: Q63986377 Status: § 2a Stand der BDA-Liste: 2025-06-30 Name: Kath. Filialkirche hl. Matthäus und Friedhof GstNr.: 2                                           |
| ja   | Datei hochladen | Kath. Pfarrkirche hl. Markus und Friedhof HERIS-ID: 50653 Objekt-ID: 55820                             | Friedhofweg 2 Standort KG: Statzendorf      | Ein schlichter Saalkirchenbau aus dem Jahr 1784 mit leicht eingezogenem Chor, halbrunde Apsis mit teilweise moderner Einrichtung, vorgesetzter Westturm mit Zwiebelhelm, dem später Anbauten zugefügt wurden. Die Kirche ist vom Friedhof umgeben. | BDA-Hist.: Q2083233 Status: § 2a Stand der BDA-Liste: 2025-06-30 Name: Kath. Pfarrkirche hl. Markus und Friedhof GstNr.: .31 Pfarrkirche Statzendorf                     |
| ja   | Datei hochladen | Pfarrhof HERIS-ID: 50652 Objekt-ID: 55819                                                              | Hauptstraße 35 Standort KG: Statzendorf     | 1796 vom Stift Herzogenburg erbaut | BDA-Hist.: Q38041456 Status: § 2a Stand der BDA-Liste: 2025-06-30 Name: Pfarrhof GstNr.: .29                                                                             |
| ja   | Datei hochladen | Flur-/Wegkapelle HERIS-ID: 61391 Objekt-ID: 73805                                                      | vor Hauptstraße 43 Standort KG: Statzendorf | Wegkapelle mit Segmentbogengiebel in der Ortsmitte, 1. Hälfte des 19. Jahrhunderts. | BDA-Hist.: Q38095784 Status: § 2a Stand der BDA-Liste: 2025-06-30 Name: Flur-/Wegkapelle GstNr.: 892/4                                                                   |
| ja   | Datei hochladen | Bildstock HERIS-ID: 61393 Objekt-ID: 73807                                                             | Weidling Standort KG: Weidling              | Wuchtiger Pfeilerbildstock mit Zeltdach südlich des Orts Statzendorf, 15. Jahrhundert. | BDA-Hist.: Q38095794 Status: § 2a Stand der BDA-Liste: 2025-06-30 Name: Bildstock GstNr.: 326                                                                            |